# Hasseltia
Hasseltia es un género con tres especies de plantas  perteneciente a la familia Flacuortiaceae en Cronquist y actualmente en APG Salicaceae.

## Especies
- Hasseltia guatemalensis Warb.
- Hasseltia floribunda Kunth.
- Hasseltia pubescens Benth.

## Sinonimia
- Spruceanthus